# Amphithalassius
Amphithalassius (лат.) — род мух-зеленушек из подсемейства Parathalassiinae (Dolichopodidae). 2 вида. Южная Африка.

## Описание
Мелкие черноватые мухи длиной около 2 мм. Обитатели песчаных прибрежных биотопов, с беловатым опушением, сходны с Parathalassius по общему виду и большинству признаков, но отличаются следующим: проторакальный прекоксальный мостик неполный, акростихальные щетинки унисериальные (непарные) по крайней мере сзади, иногда редуцированы и никогда не фланкированы акцессорными щетинками, одна пара только на щитиках, щетинки на передней части мезонотума короткие; лицо широкое у обоих полов, не сужено в верхней части, пальпы широкие и уплощенные апикально; гениталии самцов меньше, четвертый стернит немодифицирован, симметричен, составляет часть преабдомена; у самок абдомен постепенно сужается каудально с сегментами 6—8 шире длины, у самок терминалии с десятыми гемитергитами короткие, не выступают и несут щетинки вместо шипов. Отличается от Plesiothalassius по общему виду частично за счет более крупной головы и торакса, более мягко изогнутого в профиль, поэтому кажется менее горбатым; третьим усиковым сегментом конической или грушевидной формы, сужающимся к вершине, глаза без золотистого блеска; частично развитый проторакальный прекоксальный мост; разительно отличающееся строение гениталий самца; широкий постабдомен самки, восьмой тергит не расщеплен

## Классификация
Род включает 2 вида, а также три неописанных вида, известных только по самкам. Он филогенетически тесно связан с родом Plesiothalassius
- Amphithalassius latus Ulrich, 1991[2]
- Amphithalassius piricornis Ulrich, 1991[2]